# スバス・チャンドラ・ボース

署名

スバス・チャンドラ・ボース（Subhas Chandra Bose、ベンガル文字：সুভাষচন্দ্র বসু  発音、1897年1月23日 - 1945年8月18日）は、インドの独立運動家、インド国民会議派議長（1938 - 1939年）、自由インド仮政府国家主席兼インド国民軍最高司令官。民族的出自はベンガル人。ネータージー（指導者、नेताजी, Netāji。ネタージ、ネタジ とも）の敬称で呼ばれる。なおベンガル語の発音は、シュバーシュ・チョンドロ・ボーシューが近い。

## 生涯

### 生い立ち

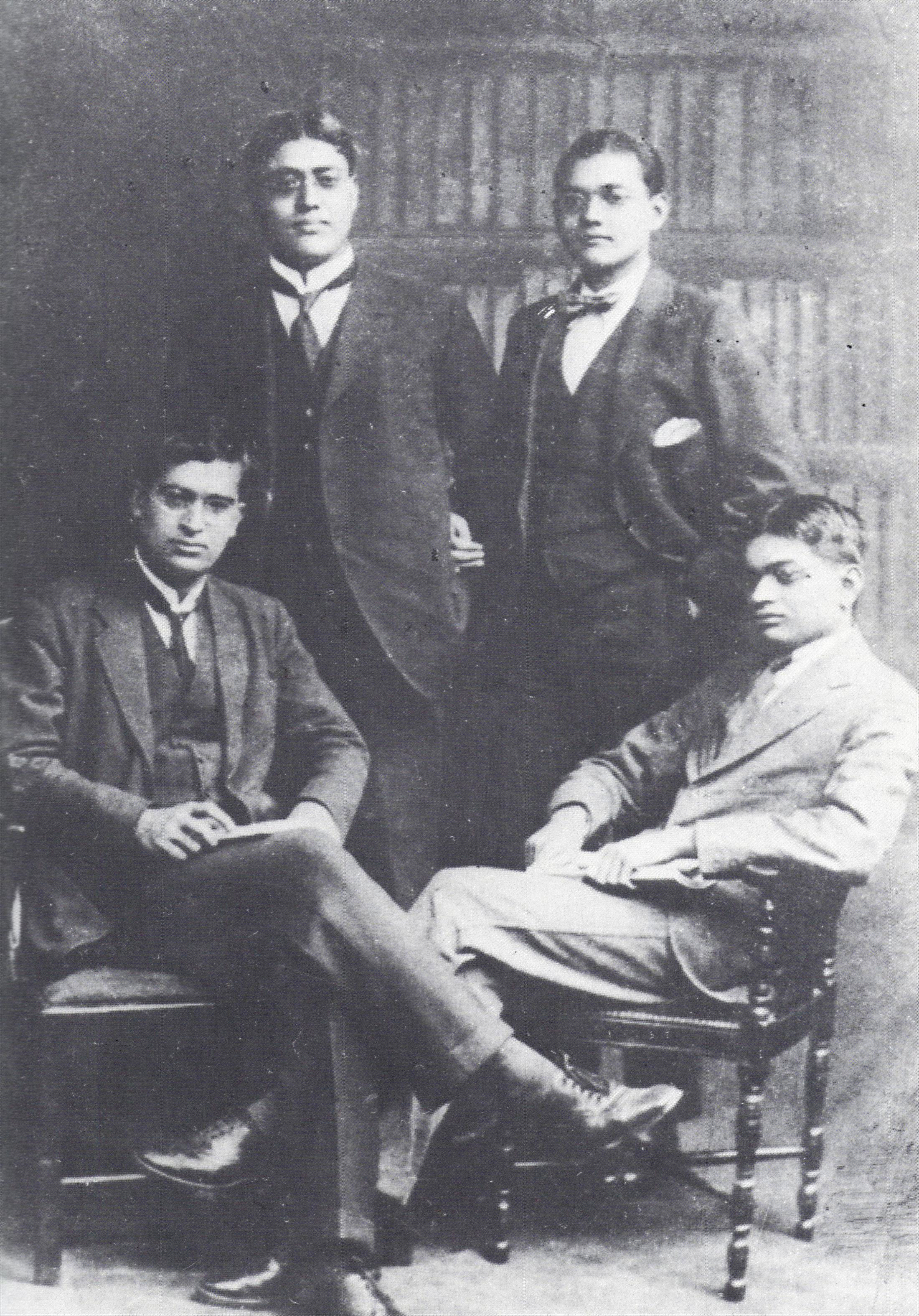
ケンブリッジ大学院時代のボース（右から2番目/1920年）

1897年にインド（当時はイギリス領インド帝国）のベンガル州カタック（現在のオリッサ州）に生まれた。父親は弁護士で、イギリス人により過酷な扱いを受けていたインド人の人権を擁護することもしばしばであった。ボースはこの父親から大きな影響を受けたと後に語っている。
その後カルカッタ大学に進んだ。大学ではイギリス人教師の人種差別的な態度がインド人学生の反感を買い、学生ストライキが勃発した。ボースは首謀者と見られ、停学処分を受けた。
カルカッタ大学で学士号を取得し、1919年に、両親の希望でイギリスのケンブリッジ大学フィッツウィリアム・カレッジに大学院留学した。大学院では近代ヨーロッパの国際関係における軍事力の役割について研究し、クレメンス・フォン・メッテルニヒの妥協無き理想主義に感銘を受けたと回想している。

### 独立運動家
1920年にはインド高等文官試験を受験した。ボース自身の回想では試験には合格したものの、このままではイギリス植民地支配の傀儡となるだけだと判断して資格を返上した。ただし、二次試験の乗馬試験で不合格となったという異説も存在する。いずれにせよこの頃からボースはインド独立運動に参加するようになっていった。
1921年にマハトマ・ガンディー指導の反英非協力運動に身を投じた。ボース自身は「ガンディーの武力によらぬ反英不服従運動は、世界各国が非武装の政策を心底から受け入れない限り、高遠な哲学ではあるが、現実の国際政治の舞台では通用しない。イギリスが武力で支配している以上、インド独立は武力によってのみ達成される」という信念を抱いており、ガンディーの非暴力主義には強く反対していた。

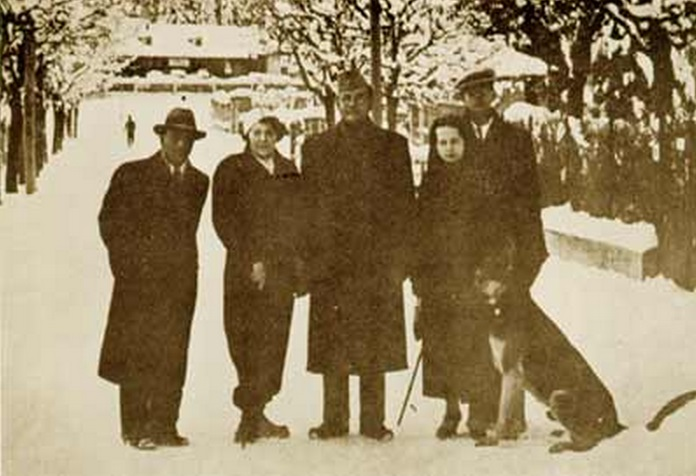
オーストリアを訪問したボース（中/1937年）

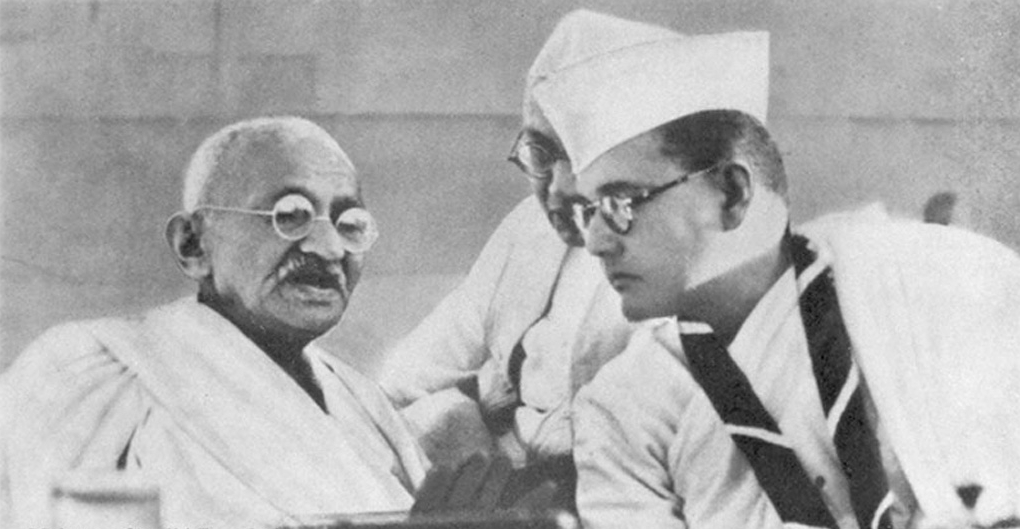
マハトマ・ガンディー（左）とボース（1938年）

ボースは、この頃イタリアで台頭して、イギリスのウィンストン・チャーチルをはじめ世界中で喝采と注目を浴びていたファシズムに魅了され、1926年には「ファシズムと共産主義の新たな総合をインドは実現する」べきであると主張した。そのためイギリス当局は彼を明白なファシストと見なしていた。ボースは、議会内で反ファシストから圧力を受けると自身の見解を穏健化させ、ファシズムではなくトルコのケマル・アタテュルクによる権威主義に関心を向けるようになった。
ボースは1924年にカルカッタ市執行部に選出されるも逮捕・投獄され、ビルマのマンダレーに流される。釈放後の1930年にはカルカッタ市長に選出されたが、ボースの独立志向とその影響力を危惧した英印植民地政府の手により免職された。
その後も即時独立を求めるインド国民会議派の左派、急進派として活躍し、勢力を伸ばした。ガンディーは組織の分裂を心配し、1938年度の国民会議派議長に推薦した。ボースはインド独自の社会主義「サーミヤワダ」を提唱し、若年層や農民、貧困層の支持を集めた。この成果に自信を持ったボースは翌年の国民会議派議長に立候補した。議長はガンディーの指名によって決定されることが慣例になっていたが、1年間の議長職だけでは満足しなかったボースは翌年以降も議長職に留まろうと考え、党内初の議長選挙を実施した。この選挙でボースは、ガンディーの推薦するボガラージュ・パタビ・シタラマヤに大差をつけて勝利した。
しかしこの行為はガンディーの支持を失わせることになり、ガンディーを支持する国民会議派の多数派からの支持も失わせることになった。ボースの動きを危険視した党幹部は彼に不信任を突きつけ、議長辞任を余儀なくされた。さらに3年間役職に就けない処分も受けた。議長退任後には前進同盟を結成し、独自の活動も開始した。またボースは統一インドとしての独立を望んでおり、独立派内でのムスリムとの対立が激化する中で、パキスタンが分離して独立する事態を憂慮していたという。ボースは政府から危険人物と見なされ、第二次世界大戦が勃発するとカルカッタの自宅に軟禁された。

### 亡命
1939年9月の第二次世界大戦開戦、つまりイギリスとドイツの開戦を知ったボースは、「待望のイギリスの難局がついに訪れた。これはインド独立の絶好の機会である」と述べ、独立のための武装闘争の準備を開始した。ボースは被搾取民族にとって独立達成こそが先決であり、反英諸国のイデオロギーについて論争する「贅沢な余裕はない」という見解を持っていた。1940年6月、フランス降伏とドイツ軍によるイギリス上陸が迫ったことを知ったボースはガンディーの元を訪れ、広範なレジスタンス蜂起のためのキャンペーンを行うように求めた。しかしガンディーは闘争のための準備ができておらず、現在の蜂起は犠牲が大きいとして要請を拒否した。
7月には大衆デモの煽動と治安妨害の容疑でイギリス官憲に逮捕され戦争終結まで収監される予定となった。ボースは反英諸国の支援を受けて国外でインド人部隊を結成し、インドに侵攻して民衆蜂起とともにインド独立を達成する計画を立て、脱獄の機会を待った。獄中でハンガーストライキを行い、衰弱のため仮釈放されていた12月にインドを脱出、陸路アフガニスタンを経て、ソビエト連邦に亡命しようとした。このときボースは、大英帝国の「敵」であるムッソリーニやヒトラーとの連携も目論んでいた。
当時ボースはインドを解放できる国はソ連だけだと考えており、社会主義的思想の点からも親近感を持っていた。ボースはカーブル駐在のソ連大使と交渉し、モスクワ行きの許可を得ようとしたが、大使はボースの入国を認めなかった。ボースはイタリア大使アルベルト・カローニの協力を得て、イタリア外交官に偽装してドイツに向かった。1941年4月2日、ボースはドイツのベルリンに到着した。

### ドイツでの活動

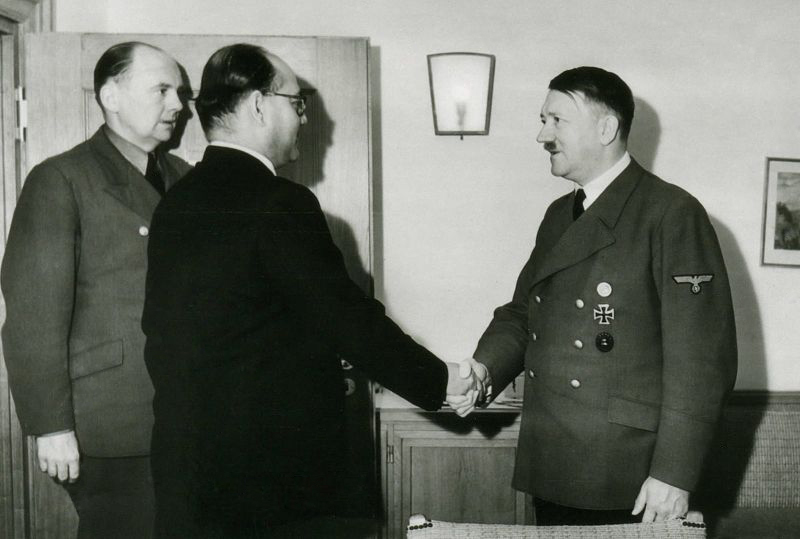
ボースとヒトラー（1941年）

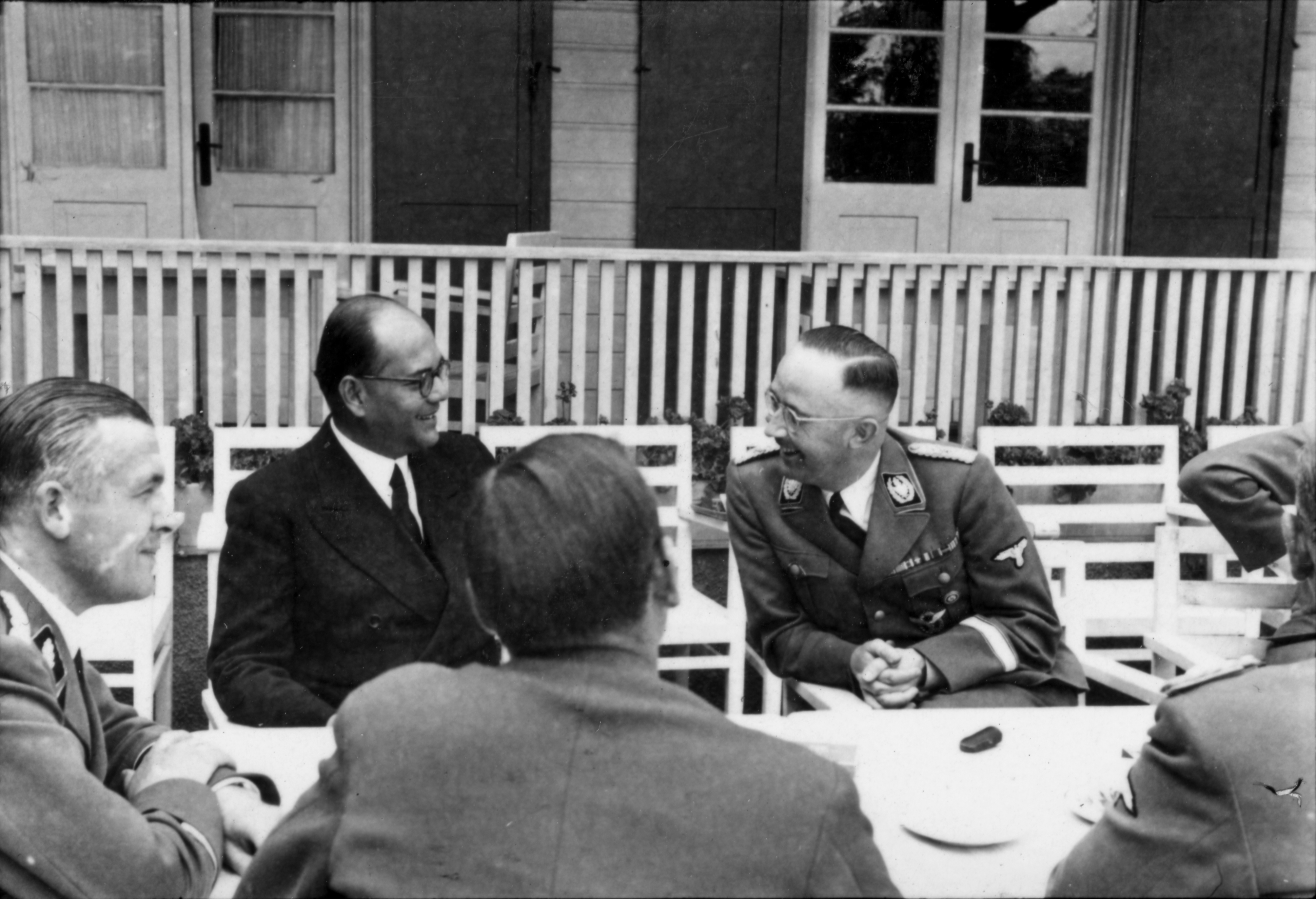
ハインリヒ・ヒムラーと談笑するボース。1942年夏

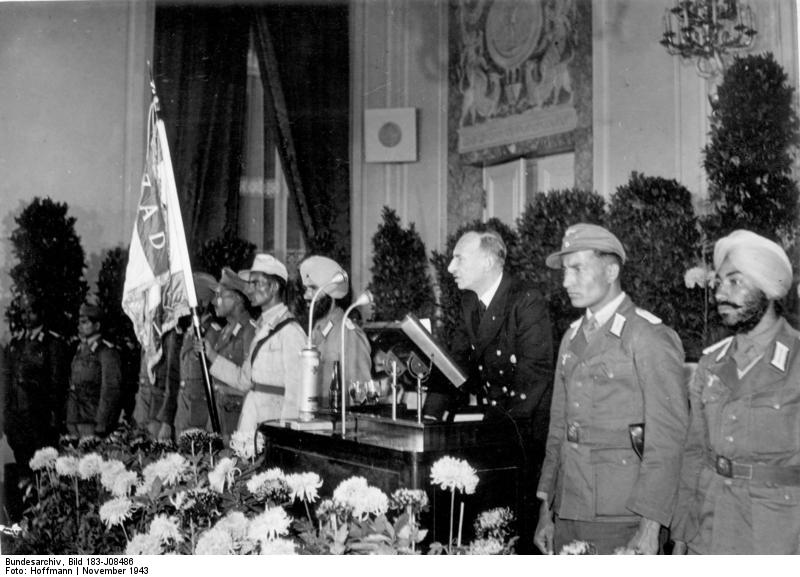
ベルリンで行われたインド旅団の結成式
_{演説しているのはヴィルヘルム・ケプラー}

カーブルでボースの世話をしていた元国民会議派のウッタム・チャンドの回想では、ボースはドイツを「イギリスと同じぐらい」嫌っており、ドイツにいてもソ連に向かうための交渉を行っていたと見ている。それでも4月9日にはドイツ外務省に対し、枢軸国軍によるインド攻撃を含む、インド独立のための構想の覚書を提出している。この覚書に直接の回答は無かったが、4月29日にはヨアヒム・フォン・リッベントロップ外相と会見する機会を得た。しかし「インドでの蜂起と枢軸国軍によるインド攻撃という計画をドイツが受け入れるには2年間は待つ必要がある」という冷淡な回答があるのみであった。
親イギリス志向の強かったヒトラーは、インド独立運動家を「ヨーロッパをうろつき回るアジアの大ぼら吹き」と呼び、「インドは他の国に支配されるよりは、イギリスに支配されるほうが望ましい」と『我が闘争』に記していた。1941年9月の食卓談話でも「イギリスがインドから追い出されるなら、インドは崩壊するであろう」と述べるなど、人種差別と対英和平の可能性を探っていたことを背景に「イギリスによるインド支配が継続されるべきである」と考えていた。
このためにドイツ政府はボースにベルリン中央部の広大な邸宅をあたえ、自動車や生活資金も供与したものの、独立運動への直接的な協力には極めて冷淡であった。
6月にはローマを訪れ、イタリア王国のムッソリーニを通じてドイツに影響を与えようとしたが、外相のガレアッツォ・チャーノと面会できたのみであり、ムッソリーニとは会うことすらできなかった。ローマ滞在中にはドイツがソ連に侵攻し、独ソ戦が開始された。ボースはこれに憤慨し、「インドの民衆はドイツが侵略者であり、インドにとってもう一つの危険な帝国主義国であると理解するであろう。ソビエトとの戦争は悲惨な失敗に終わるであろう」という抗議をリッベントロップ外相に送っている。
それでもボースはあきらめることなく、ドイツ外務省との交渉を行った。これをうけて外務省情報局内には特別インド班が設置され、インド問題の専門家とともに活動できるようになった。11月には外務省によって「自由インドセンター」が設立され、在外公館として認可された。同センターはインドに対する宣伝工作を行うとともに、北アフリカ戦線で捕虜となったインド兵から志願者を募り自由インド軍団（兵力3個大隊、約2,000人）を結成した（後の第950連隊）。ボース自身も積極的に反英プロパガンダ放送に参加した。
しかし対英和平の可能性を探っていたヒトラーは、インド独立に対する支持を明確化することは、対英和平交渉において不利になると考えていた。ボースがドイツ政府とヒトラーに求めていた『我が闘争』のインド蔑視部分の説明と、インド独立に対する支持の公式な表明は両方とも拒絶された。

### 日本との接近
ムッソリーニやヒトラーとの連携に失敗したボースは、かつては「日英同盟」を結ぶなどイギリスと良好な関係にあったが、この頃は同じく枢軸国の1国としてイギリスとの対立姿勢を鮮明にしていた大日本帝国に目を向けた。

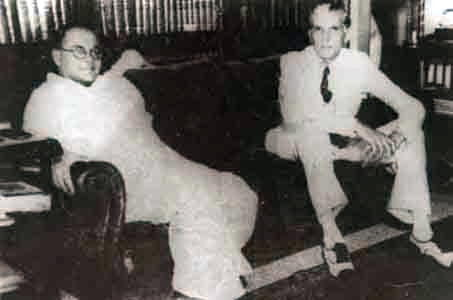
ムハンマド・アリー・ジンナーとボース（1943年）

1941年12月に行われた日本軍によるイギリス領マラヤへの攻撃「マレー作戦」をきっかけに、日本がイギリスやアメリカ、オランダなどと交戦状態に入った（大東亜戦争／太平洋戦争）。ボースは「マレー作戦」や香港攻略戦での日本軍の勝利とイギリス軍の敗北を知ると、「今や日本は、私の戦う場所をアジアに開いてくれた。この千載一遇の時期にヨーロッパの地に留まっていることは、全く不本意の至りである」として、日本行きを希望して駐独日本大使館と接触するようになった。
しかし日本大使館は「考慮中」という対応しか示さなかった。日本の外務省や日本陸軍参謀本部はインド情勢に対する分析が不充分であり、ボースの価値についてほとんど認識していなかった。
マレー作戦の後、日本はインド方面への侵攻を本格化させ、1942年4月にはセイロン沖海戦で連合国海軍を破り、インド洋のイギリス海軍を大きく後退させた。おりしも北アフリカ戦線で枢軸軍がスエズ運河に迫っており、ドイツ側も日本に対して対インド方面作戦の強化を働きかけていた。

### 日本への移動

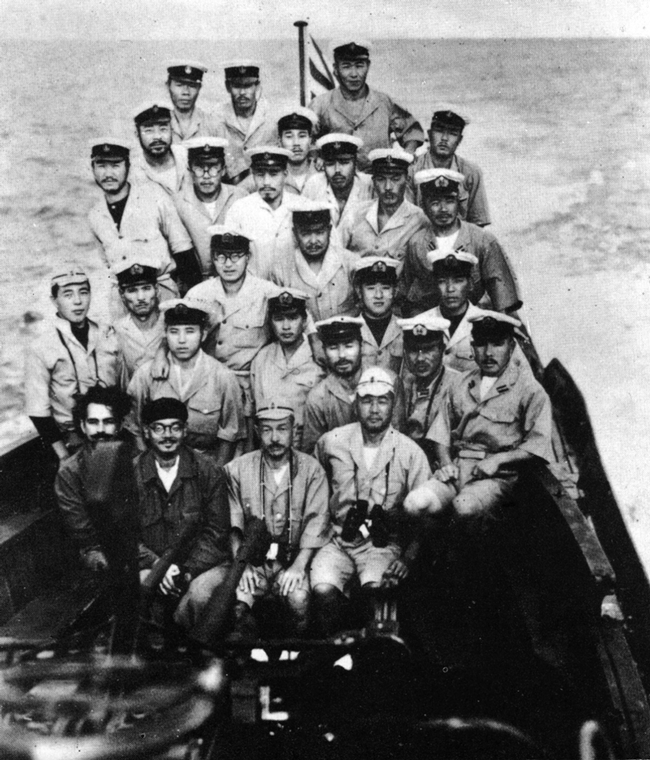
伊号第二九潜水艦乗員とスバス・チャンドラ・ボース（1943年4月28日、伊号第二九潜水艦艦橋にて）

6月15日に日本が占領下に置いた元イギリスの海峡植民地で、「昭南」と改名されたかつてのシンガポールを拠点として、ラース・ビハーリー・ボースを指導者とするインド独立連盟が設立された。
連盟の指揮下にはイギリス領マラヤやシンガポール、香港などで捕虜になった英印軍のインド兵を中心に結成されていたインド国民軍が指揮下に入ったが、インド独立宣言の早期実現を主張する国民軍司令官モハン・シンと、時期尚早であると考えていた日本軍、そして日本軍の意向を受けたビハーリー・ボースとの軋轢が強まっていた。11月20日にモハン・シンは解任され、ビハーリー・ボースの体調も悪化したことで、日本軍はインド国民軍指導の後継者をもとめるようになった。
国内外に知られた独立運動家であったチャンドラ・ボースはまさにうってつけの人物であり、またボース自身も大島浩駐独大使に強く日本行きを働きかけた。またビハーリー・ボースとともに行動していたインド独立連盟幹部のA.M.ナイルもボースを後継者として招へいすることを進言した。しかし陸路、海路、空路ともに戦争状態にあり、イギリスの植民地下にあるインド人が移動するには困難が多かったため、日独両政府はボースの移送のための協議を行った。
その結果、空路よりは潜水艦での移動のほうが安全であると結論が出て、1943年2月8日に、チャンドラ・ボースと側近アディド・ハサンの乗り込んだドイツ海軍のUボート U180はフランス大西洋岸のブレストを出航した。4月26日に、アフリカのマダガスカル島東南沖でU180と日本海軍の伊号第二九潜水艦が会合し、翌4月27日に日本潜水艦に乗り込んだ。
5月6日、潜水艦はスマトラ島北端に位置し海軍特別根拠地隊指揮下のサバン島（ウエ島）サバン港に到着した。現地で休養を取った後に日本軍の航空機に乗り換え、5月16日に東京に到着した。

### 自由インド仮政府

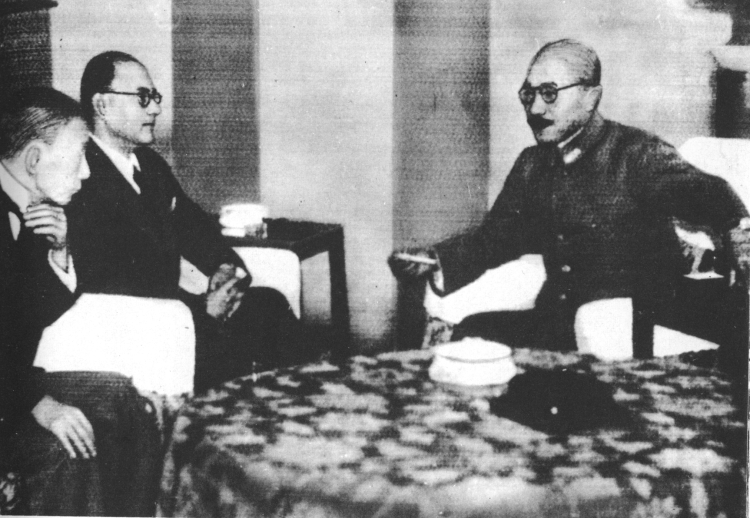
東條英機と会談を行うボース（1943年）

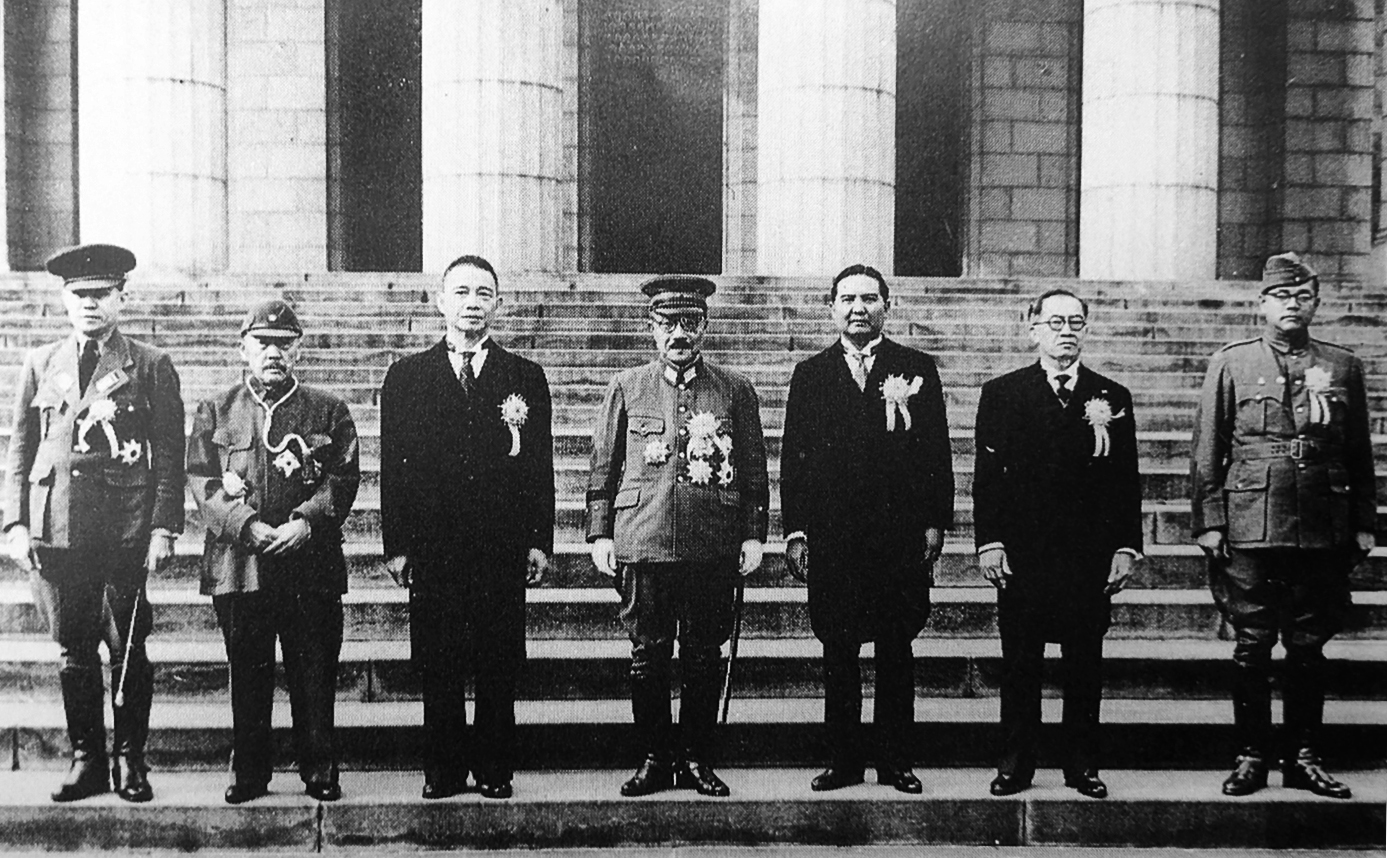
大東亜会議に参加した各国首脳。左からバー・モウ、張景恵、汪兆銘、東條英機、ナラーティップポンプラパン、ホセ・ラウレル、ボース

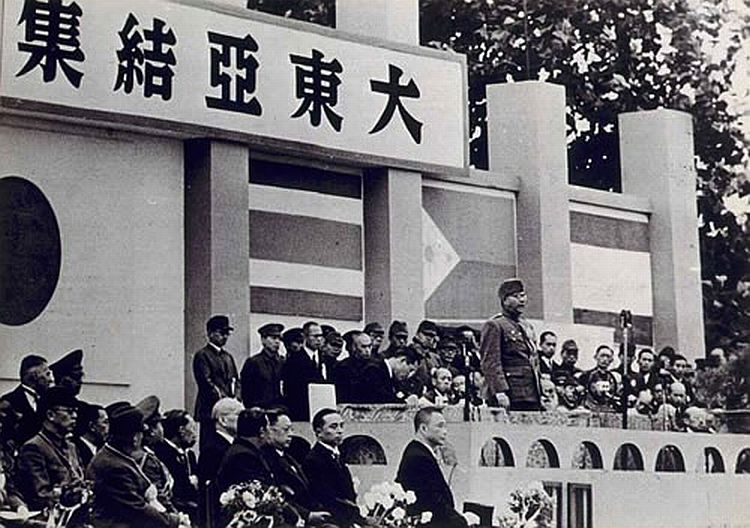
東京で開かれた大東亜結集国民大会で演説を行うボース（1943年）

東京に到着したボースは、かねてから日本を拠点に活動していたビハーリー・ボースやA.M.ナイルらと合流した後、ビハーリー・ボースの後継者としてインド独立連盟総裁とインド国民軍最高司令官に就任した。
しかし当初日本の東條英機首相はボースを高く評価しておらず、ボース側の会見申し入れを口実を設けて拒絶していた。しかしビハーリー・ボースやA.M.ナイルが仲介したことでボース来日から一ヶ月後に実現した会見で、東條首相はボースの人柄に魅せられ、一ヶ月後の再会談を申し入れた。再会談でボースと東條は日本とインドが直面している問題に関する意見を一致させ、東條はその後食事会にボースを招待している。
東條はボースの影響でインドの独立に対する考え方を新たにし、またボースの東亜解放思想を、自らが提唱する大東亜共栄圏成立に無くてはならないものだと考えていた。しかし東條はボースの意思を受けて、独立を果たしたインドを大東亜共栄圏に組み込まないという意思を明確にしていた。
ボースは10月21日に昭南で自由インド仮政府首班に就任し、ボースはそのカリスマ的魅力やA.M.ナイルらの国民軍の首脳による献身的な協力を元に、日本軍の占領地域である東南アジアにおいて国民軍の募兵を積極的に行ったほか、ラジオを使い対英闘争の継続を訴えた。
また11月には大東亜会議への参加のために再度来日し、独立後にインドを大東亜共栄圏に組み込まないことを理由にオブザーバーとして参加したほか、大東亜結集国民大会で演説を行い、インド独立への支援を日本国民に訴えた。

### インパール作戦
その後ボース率いるインド国民軍は、インドの軍事的方法による解放を目指して、1944年1月7日にビルマのラングーンに本拠地を移動させた。ボースは同地においてビルマ方面軍司令官河辺正三中将と出会った。河辺中将は歓迎の宴席で示されたボースのインド独立にかける意志と、その後の態度を見てボースに惚れ込み、「りっぱな男だ。日本人にもあれほどの男はおらん」と極めて高く評価するようになった。
河辺中将は日本軍によるインド侵攻のための「インパール作戦」の指揮を執ることになる。インパール作戦は牟田口廉也第15軍司令官の積極的な希望で実施されたと、日本では一般に語られることが多い。しかし、河辺中将は、「チャンドラ・ボースの壮図を見殺しにできぬ苦慮が、正純な戦略的判断を混濁させたのである」とし、この頃アジア太平洋戦線の各地でイギリス軍やアメリカ軍、オーストラリア軍をはじめとする連合国軍に対して劣勢となって来ていた日本軍にとっては、不要不急な作戦でしかない作戦実行の背景にボースに対する日本軍側の「情」があったと主張している。ボースは国民軍をインパール作戦に参加させるようたびたび要求し、日本側を困惑させた。
わずか1国でイギリス軍とそれを支援するアメリカ軍と戦わざるを得ない日本軍の物量不足もあり、6月にはすでに作戦の失敗は明らかであったが、河辺中将は「この作戦には、日印両国の運命がかかっている。一兵一馬でも注ぎ込んで、牟田口（牟田口廉也第15軍司令官）を押してやろう。そして、チャンドラ・ボースと心中するのだ」と考えていた。インパール侵攻の失敗により、インド国民軍はその後、主にビルマで連合国軍と戦った。

### 事故死
1945年8月15日の日本の敗戦により、日本と協力してイギリスと戦いインド独立を勝ち取ることは不可能となった。ボースは中国共産党の支配する延安に自由インド仮政府を置くことを計画し、まずソ連と接触すべくソ連軍が占領した満洲国へ向かおうとした。ボースはかねてから暴力革命的傾向が強く、信条においては共産主義者であったため、モスクワへの亡命をはかったとも指摘される。
ボースは満洲国でソ連軍に投降し、それから交渉を行うつもりであった。ボースは8月9日のソ連対日参戦前にこの計画に対する日本軍からの協力を取り付けてあったため、直ちに満洲国に向かう航空機の提供を受けた。

ボースの碑（杉並区 蓮光寺）

8月18日午後2時、ボースは台湾台北の松山飛行場から大連へ向かう予定であった九七式重爆撃機に乗り込んだ。乗り込む直前には一人のインド人に「東南アジア在住300万のインド人からの贈り物」である宝石と貴金属の入った二つのスーツケースを受け渡した。しかし、離陸直前に左側プロペラが外れ、機体はバウンドして土堤に衝突、炎上した。
操縦士の滝沢少佐、同乗していた四手井綱正中将と士官一名は即死し、ボースは炎上する機体から脱出できたものの、全身に大やけどを負った。ボースは台北市内の大日本帝国陸軍病院の南院に運ばれ、手当を受けた。死を悟ったボースは、同乗していたが軽傷であったハビブル・ラーマン大佐に「インド独立の最後を見ずにして死ぬことは残念であるが、インドの独立は目睫の間に迫っている。それ故、自分は安心して死ぬ。自分の一生涯をインドの独立に捧げたことに対しては少しも遺憾がないのみではなく、非常にいいことをしたと満足して死ぬ」、「ハビブ、私はまもなく死ぬだろう。私は生涯を祖国の自由のために戦い続けてきた。私は祖国の自由のために死のうとしている。祖国に行き、祖国の人々にインドの自由のために戦い続けるよう伝えてくれ。インドは自由になるだろう。そして永遠に自由だ」と告げた。
夜に当番兵がボースに「何か食べたいものがあるか」と聞くと、「カレー」と答えたように聞こえた。当番兵がカレーライスを作り、スプーンで食べさせると、ボースは「グッド」と答えた。しかし2口3口食べると、ボースはそれきり動かなくなった。午後11時41分のことであった。
大本営はボースの遺体を東京に送るように命じたが、夏期である上に火傷による損傷が激しく、止む無く現地で火葬することになった。8月20日に、台北市営火葬場で荼毘に付され、台北市内の西本願寺で法要が営まれた。8月23日にボースの死が公表され世界に伝えられた。

## 葬儀
1945年9月5日にボースの遺骨は日本に運ばれ、9月7日には参謀本部の元に届けられた。日本陸軍はインド独立連盟東京代表ラマ・ムルティに遺骨を引き渡した。東京都杉並区の日蓮宗蓮光寺の住職望月教栄が葬儀を引き受け、9月18日にボースの葬儀が行われた。
葬儀はビハーリー・ボースのそれとして行われ、ビハーリー・ボースが寄居していた中村屋の菓子が供えられたという。ムルティは大部分の遺骨を蓮光寺に託し、以降蓮光寺によって遺骨は保存されたが、望月住職はボースの死を認めたくないインド人による遺骨奪回を怖れて、遺骨を抱いて眠ったこともあるという。またムルティは遺骨の一部を個人的に保管し、その死後にはムルティの弟の元に渡り、2006年にはボースの兄の孫に返還されている。
現在もラージェーンドラ・プラサード大統領、ジャワハルラール・ネルー首相、インディラー・ガンジー首相などといったインドの歴代首脳が訪日した際には蓮光寺を訪問しており、その時の言葉も碑文として残されている。また、多くのインド人観光客や在日インド人も訪れている。

## 死に対する議論
ボースの死の知らせを受けたインド総督アーチボルド・ウェーヴェルや連合国東南アジア方面軍司令官ルイス・マウントバッテンのみならず、ガンディーでさえも日本の発表を信じず、ボースが独立闘争の継続のために日本の協力のもとに逃亡したと考えていたように、公式情報を信じない向きはその当時から存在した。また戦後からしばらくの間、世界各地でボースの目撃情報が相次いで伝えられている。
加えてボースと近い立場にあったA.M.ナイルも自書内で、今や敗戦国となった日本を経由して日本の旧敵国のソ連へ向かおうとする事が不可能であったことや、ボースの敵であるイギリスと同じ連合国の1国であるソ連と協力を行おうとすることの不可解さ、さらに事故の際に「死んだ」とされる日本人の複数の同乗者がその後も生存していたことや、ボースとS.A.アイエルが持ち出した、宝飾品などを中心とした仮政府の資産が行方不明になっているとして、ボースの「飛行機事故死」に疑問を投げかけている。特にインドにおいてボースの事故死を信じない者を中心として、生存説を支持する論説もたびたび出されている。
これらの疑問に対し、インド政府は過去3度にわたって調査委員会を組織し、1956年（シャー・ナワズ委員会、シャー・ナワズはインド国民軍で最高幹部の一員を務め、戦後のインド国民軍裁判被告のひとり）、1970年（コスラ委員会）、2006年（後述）にそれぞれ報告書を作成している。最初の2回（実施時の政権与党はいずれもインド国民会議派）は「飛行機事故で死亡し生存の可能性がない」と結論づけた。
しかし、インド人民党が与党であった1999年に組織した3度目の調査委員会であるムカルジー委員会は「飛行機事故は連合軍によるボースの追跡をかわすために日本軍が作り上げた」とし、蓮光寺の遺骨はボースのものではなく、ボースがすでに死亡していることは間違いないものの死因については「説得力のある証拠がない」として具体的に言及せず、恐らくソ連に向かったとしたうえ、シベリアで厚遇されるボースを見たという証言、ソ連のニキータ・フルシチョフ第一書記が「45日以内にインド（当時はネルー首相）に返せる」と語ったなどの通訳の証言を集めた。

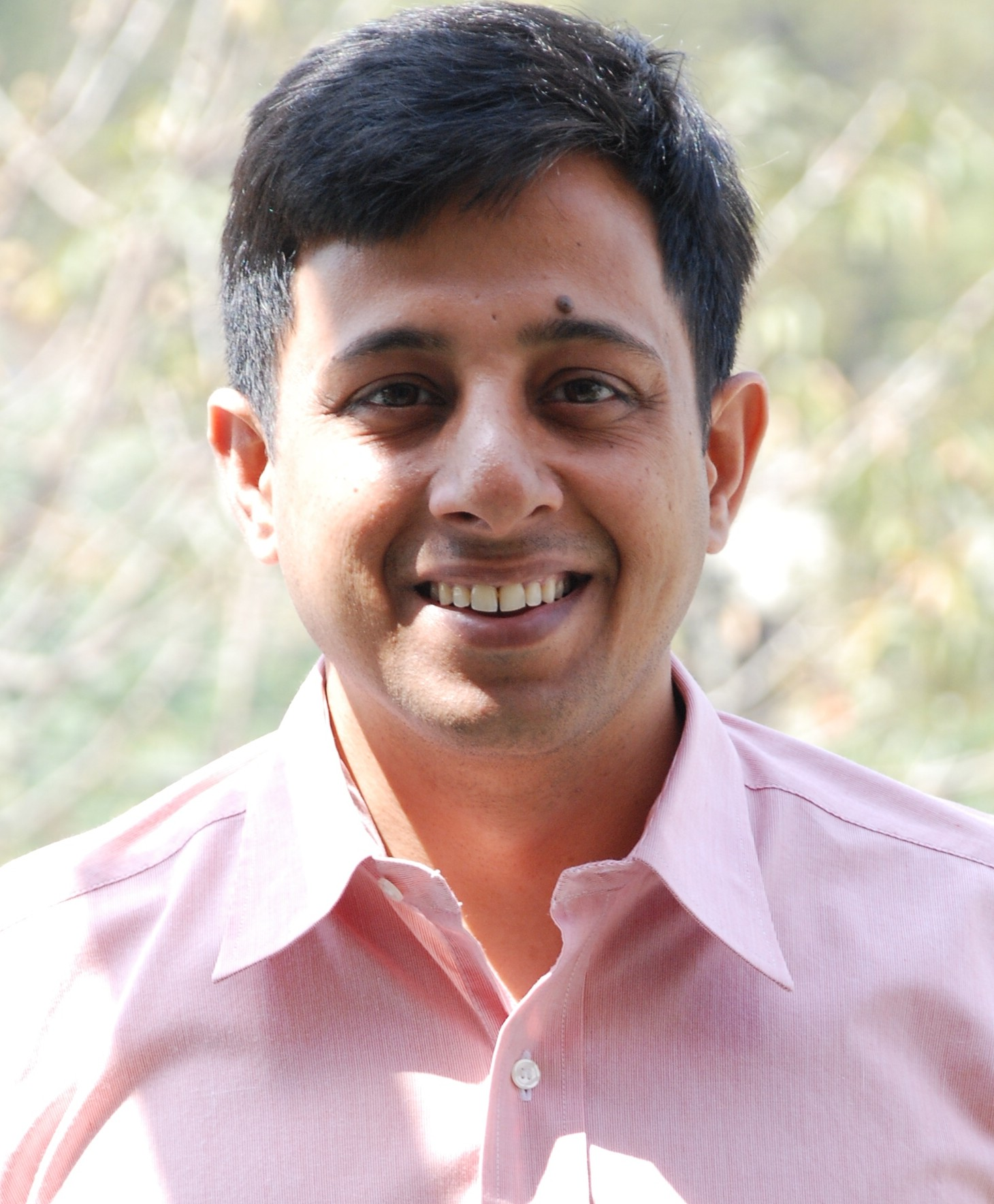
India's Biggest Cover-up を刊行したAnuj Dhar

この3度目の報告書が発表された2006年には、政権与党は再びインド国民会議派などによる統一進歩同盟 (UPA) 連立政権に移っており、発表時のインド政府はムカルジー委員会の「調査結果に同意しない」と表明した。ただし同意しない理由については「複数の友好国との関係」を理由に公表を拒んだ。
このほかボースの甥の妻は「政府の考えに賛成だ。墜落死には多くの証拠があり、遺骨はチャンドラ・ボースのものだ」とコメントした。
その一方で、1985年9月にウッタル・プラデーシュ州ファイザーバードで死亡したバーグワンジー（またはグムナミ・ババ）という人物こそボースだったという主張もインドでは根強い。
さらに2012年には 『India's Biggest Cover-up』という書籍が通常版、Kindle版で刊行されプラナブ・ムカルジー大統領の隠蔽工作への関与が名指しされて論争が再燃（最大級の英字紙ザ・タイムズ・オブ・インディアなど 各メディアがこぞって取り上げた）、2013年1月にはイラーハーバード高等裁判所が実際にボースであったかの再調査を命じている。
2017年5月30日、インド政府は市民団体の情報公開請求に対し、ボースが「1945年8月18日、飛行機事故のため台北で死亡したと結論付けた」と回答し、生存説を公式に否定した。

## 顕彰

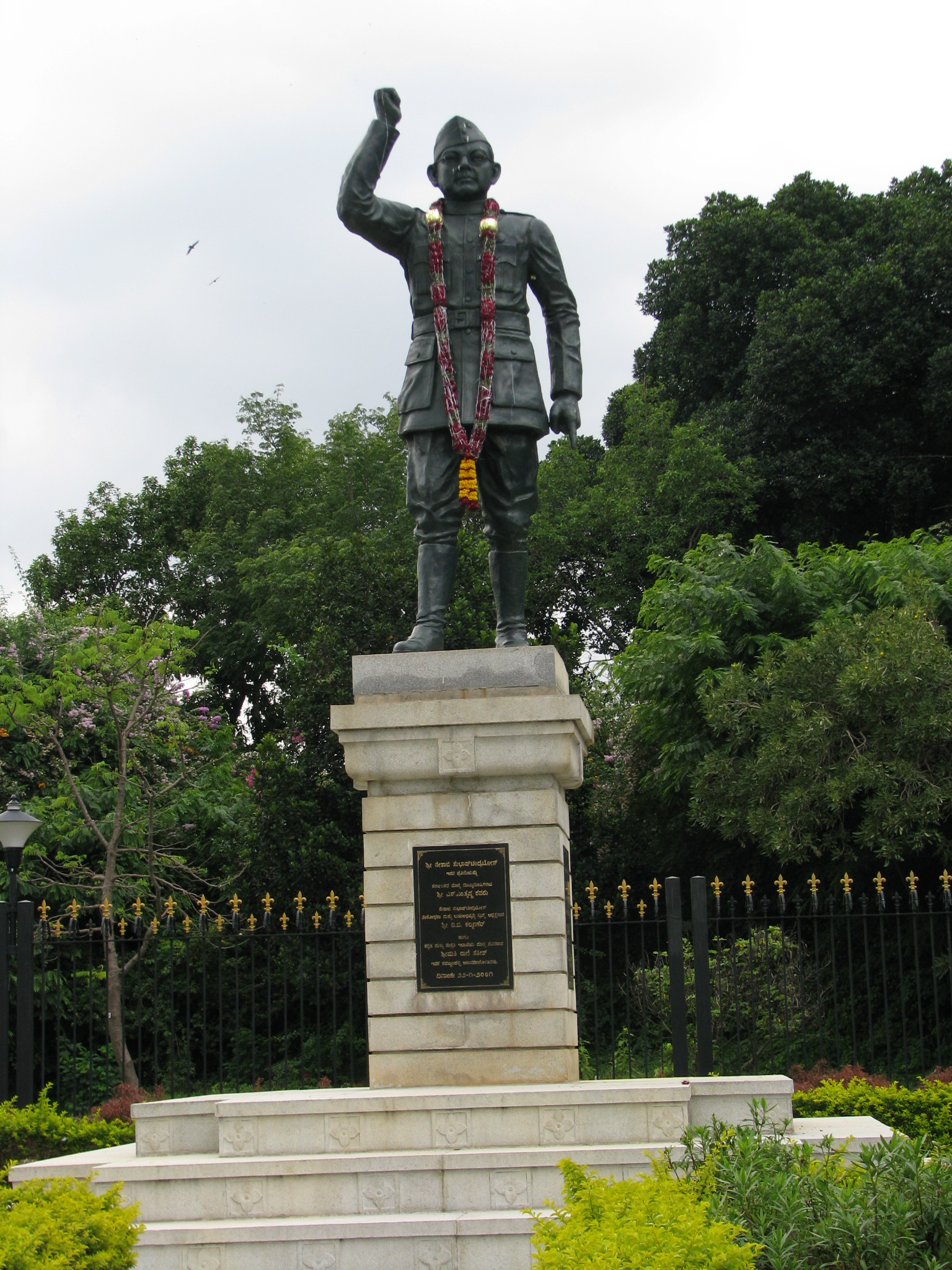
バンガロールにある州議会堂付近にあるチャンドラ・ボースの銅像

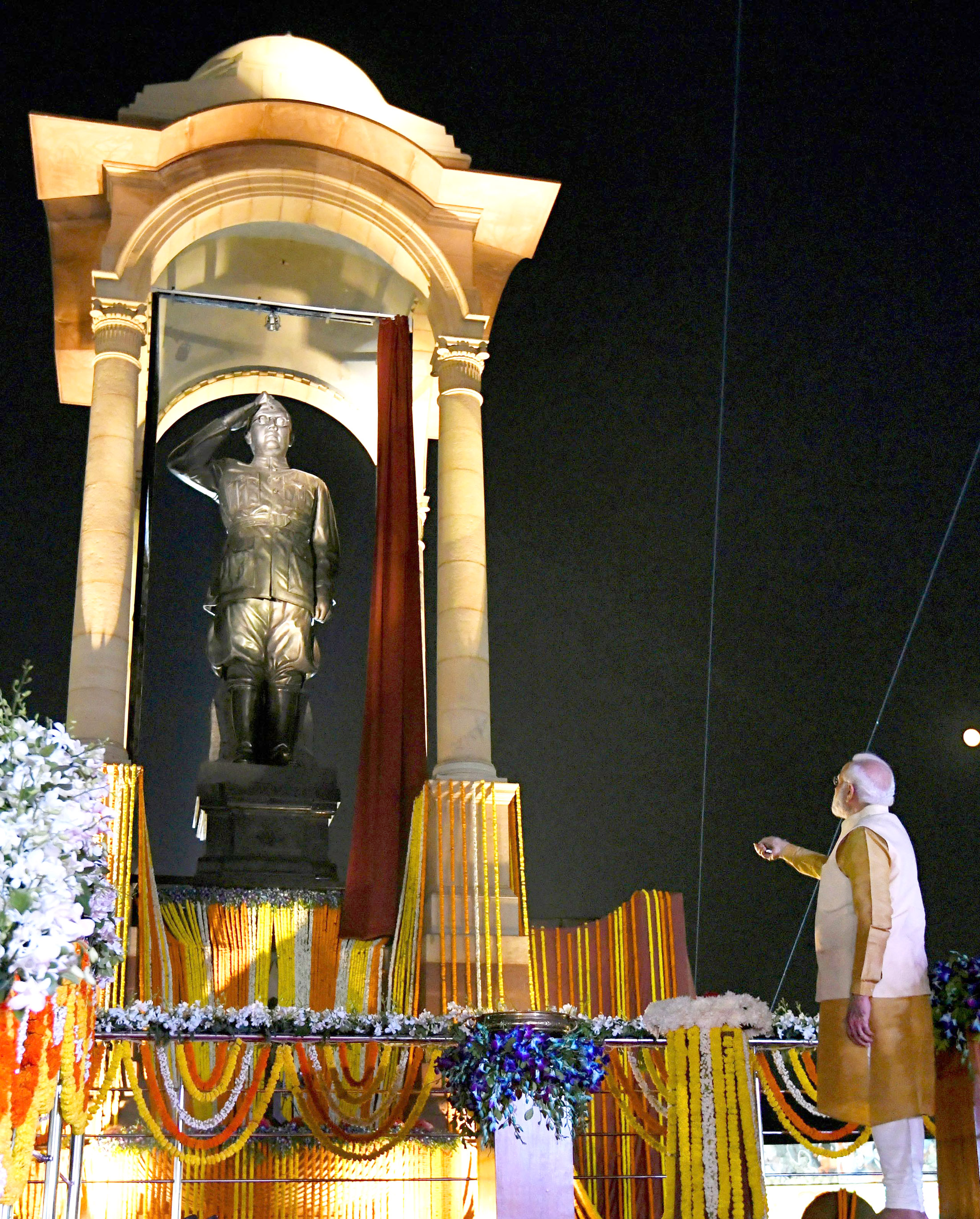
インド門のスバス・チャンドラ・ボース像の公開式

1945年9月にインド国民軍指導者を裁いたイギリス軍の裁判が、独立前夜のインドにおいて英印軍はじめインド人の反乱を巻き起こしたため裁判は中止され、全将兵が釈放されたことが、イギリスがインド支配をあきらめる一因となったことに見られるように、インド独立運動における国民軍とボースの貢献は現在では高く評価されている。
ただし、ガンジーの非暴力不服従路線と違い、多くの犠牲を出した点や、日本やドイツと手を組み活動したことから否定的な見方も存在する。実際、独立後のインドを主導したネルーは、10年以上ボースの話題を口にせず、ラジオでも極力報道しないよう指導していたという。
なお、インドの国会議事堂の中央大ホールにはガンディー、ネルーらの肖像画のみが掲げられていたが、1978年にはそれに並んでボースの肖像画も掲げられるようになった。またデリーのレッド・フォートには、かつてイギリス国王にしてインド皇帝でもあったジョージ5世の銅像が存在したが、代わりに現在はインド国民軍とボースの銅像が建っている。また1998年にはネータージー・スバース工科大学が設立されている。
ボースの出身地であるベンガルの中心地コルカタには、彼がインドを脱出する直前まで住んでいた邸宅（ネタージ・バワン）もあり、記念館となっている（2007年に安倍晋三首相が訪問した）。またコルカタには彼の名を冠したネータージー・スバース・チャンドラ・ボース国際空港があり、2005年にはインド映画『Netaji Subhas Chandra Bose: The Forgotten Hero』が公開されるなど、インドでは現在も人気が高い。
前進同盟は戦後に政党全インド前進同盟として再結成され、ボース流の民族主義的な社会主義を唱えて活動しており（現在はインド共産党マルクス主義派などとともに左翼戦線を構成）、ボースの出自にあたる西ベンガル州を中心に根強く支持されている。ほかマレーシア・インド人会議も党の行事でボースの活動を顕彰している。
2022年9月8日、インド門の近くの天蓋に設置される高さ28フィートのボースの花崗岩像が公開され、インド首相のナレンドラ・モディが公開式に参加した。

## 人物評
独立運動家のA.M.ナイルはボースの人柄について自己顕示欲が旺盛で自信過剰、そして非妥協的な闘争性を持っていたと指摘している。このため、ボースの態度が横柄であると感じる者も多かった。来日直後にボースと面会した日本政府関係者も「やけに尊大ぶる男」であると報告し、またイタリア外相のチャーノも「横柄な人物」と評している。
一方でそのインド独立に対する情熱や人柄によって東條英機や河辺正三を魅了した。ボースとの会見後、東条英機は「ありゃあ、人物だあ」ともらしている。しかしこれらの人間関係が、日本の戦略に大きな影響を与えたという指摘も存在する。

## 家族

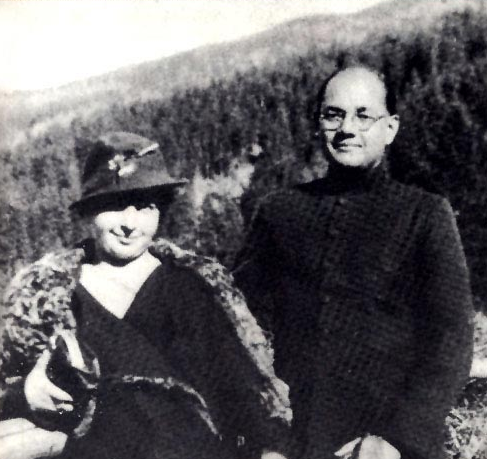
エミーリエ夫人とボース。撮影年月日不明

1937年に秘書のオーストリア人女性エミーリエ・シェンクルとオーストリアのザルツブルク州バート・ガスタインで結婚した。しかし結婚の事実は公表していない。結婚生活では一女・アニタ・ボース・プファフをもうけた。

## 著書邦訳
- 『印度の闘争』田中正明 訳、興亜書房、1942
- 『闘へる印度 S.チヤンドラ・ボース自伝』綜合インド研究室 訳、綜合インド研究室、1943
- 『独立印度への道』 (興亜小冊子 大政翼賛会、1944